# Daz Crawford
Daz Crawford (* 12. November 1970 in Liverpool) ist ein britischer Schauspieler.

## Leben
Daz Crawford stammte aus schwierigen Verhältnissen und trat schon im Alter von 16 der Royal Air Force bei. Unter anderem diente er in Deutschland, auf den Falklandinseln und während der Operation Desert Storm. Während seiner Dienstzeit begann er sich für Sport zu interessieren und spielte professionell Basketball und boxte als Amateur. Nach seinem Militärdienst begann er 1997 zunächst zu modeln und drehte einige Werbespots für Fabergé und SkyTV. Er trat außerdem in einem britischen Ableger von American Gladiators unter dem Namen Diesel auf.
Von einem Freund bekam er anschließend eine Komparsenrolle im James-Bond-Film Die Welt ist nicht genug vermittelt. Er studierte anschließend am Madder Market Theatre in Norwich Schauspiel und arbeitet seitdem als Schauspieler.
Zu seinen bekanntesten Rollen zählen Auftritte in den Science-Fiction-Fernsehserien Gemini Division und Trenches sowie Nebenrollen in Filmen wie Blade II und Urban Assault.

## Filmografie (Auswahl)
- 1999: James Bond 007 – Die Welt ist nicht genug (The World Is Not Enough)
- 2001: Attila – Der Hunne (Attila, Miniserie)
- 2002: Blade II
- 2007: Urban Assault (TKO)
- 2008: Gemini Division (Fernsehserie, 6 Folgen)
- 2009: Thor: Der Hammer Gottes (Hammer of the Gods, Fernsehfilm)
- 2010: Trenches (Fernsehserie)
- 2022: The Gray Man